# Тиса (Бакау)
Тиса (рум. Tisa) насеље је у Румунији у округу Бакау у општини Сандулени. Oпштина се налази на надморској висини од 269 m.

## Становништво
Према подацима из 2002. године у насељу је живело 4 становника.